# La Chapelle-Moutils
La Chapelle-Moutils és un municipi francès, situat al departament del Sena i Marne i a la regió de Illa de França. L'any 2007 tenia 345 habitants.
Forma part del cantó de Coulommiers, del districte de Provins i de la Comunitat de comunes dels Deux Morin.

## Demografia

### Població
El 2007 la població de fet de La Chapelle-Moutils era de 345 persones. Hi havia 138 famílies, de les quals 32 eren unipersonals (16 homes vivint sols i 16 dones vivint soles), 47 parelles sense fills, 51 parelles amb fills i 8 famílies monoparentals amb fills.
La població ha evolucionat segons el següent gràfic:
Habitants censats

### Habitatges
El 2007 hi havia 199 habitatges, 143 eren l'habitatge principal de la família, 44 eren segones residències i 12 estaven desocupats. 196 eren cases i 1 era un apartament. Dels 143 habitatges principals, 123 estaven ocupats pels seus propietaris i 21 estaven llogats i ocupats pels llogaters; 3 tenien una cambra, 4 en tenien dues, 24 en tenien tres, 34 en tenien quatre i 78 en tenien cinc o més. 115 habitatges disposaven pel capbaix d'una plaça de pàrquing. A 71 habitatges hi havia un automòbil i a 68 n'hi havia dos o més.

### Piràmide de població
La piràmide de població per edats i sexe el 2009 era:
| Homes | Edats   | Dones |
| ----- | ------- | ----- |
| 0     | 95 o +  | 0     |
| 0     | 90 a 94 | 0     |
| 4     | 85 a 89 | 0     |
| 0     | 80 a 84 | 8     |
| 4     | 75 a 79 | 4     |
| 4     | 70 a 74 | 8     |
| 12    | 65 a 69 | 4     |
| 12    | 60 a 64 | 12    |
| 16    | 55 a 59 | 4     |
| 24    | 50 a 54 | 20    |
| 4     | 45 a 49 | 12    |
| 16    | 40 a 44 | 20    |
| 8     | 35 a 39 | 8     |
| 16    | 30 a 34 | 4     |
| 16    | 25 a 29 | 8     |
| 12    | 20 a 24 | 8     |
| 28    | 15 a 19 | 8     |
| 4     | 10 a 14 | 0     |
| 8     | 5 a 9   | 12    |
| 8     | 0 a 4   | 4     |

## Economia
El 2007 la població en edat de treballar era de 236 persones, 160 eren actives i 76 eren inactives. De les 160 persones actives 146 estaven ocupades (85 homes i 61 dones) i 14 estaven aturades (6 homes i 8 dones). De les 76 persones inactives 39 estaven jubilades, 14 estaven estudiant i 23 estaven classificades com a «altres inactius».

### Ingressos
El 2009 a La Chapelle-Moutils hi havia 157 unitats fiscals que integraven 406 persones, la mediana anual d'ingressos fiscals per persona era de 19.140,5 €.

### Activitats econòmiques
Dels 9 establiments que hi havia el 2007, 1 era d'una empresa de construcció, 3 d'empreses de comerç i reparació d'automòbils, 1 d'una empresa d'hostatgeria i restauració, 1 d'una empresa immobiliària, 2 d'empreses de serveis i 1 d'una entitat de l'administració pública.
Dels 2 establiments de servei als particulars que hi havia el 2009, 1 era un guixaire pintor i 1 fusteria.
L'únic establiment comercial que hi havia el 2009 era una gran superfície de material de bricolatge.
L'any 2000 a La Chapelle-Moutils hi havia 12 explotacions agrícoles.

## Equipaments sanitaris i escolars
El 2009 hi havia una escola elemental integrada dins d'un grup escolar amb les comunes properes formant una escola dispersa.

## Poblacions més properes
El següent diagrama mostra les poblacions més properes.